# Драголюб Баич
Драголюб Баич (на сръбски: Драгољуб Бајић или Dragoljub Bajić) е сръбски театрален актьор и суфльор.

## Биография
Роден е в 1900 година в Скопие, тогава в Османската империя. Баща му е военен музикант. Баич завършва четири гимназиални класа. В 1922 година започва работа в Народния театър в Нови Сад, доведен от Хинко Маржинец.
Баич емигрира във Франция, където умира в 1966 година.
Известни роли на Баич са Баклашев във „Възкресение“ на Анри Батай, младежът от кафенето в „Народен представител“ на Бранислав Нушич, Стефано, Втори благородник и Първи евреин във „Венецианският търговец“ на Уилям Шекспир, учителят по музика в „Буржоата благородник“ на Молиер, Иван в „Най-главното“ на Николай Евреинов, Йоса в „Съмнително лице“ на Бранислав Нушич и Вукан в „Растко Неманич“ на Нушич.